# Touman
Tóumàn (頭曼) (¿? - 209 a. C.) fue el primer Chányú (單于) de los xīongnú (匈奴), tal y como aparece reflejado en las fuentes chinas de la época Hàn (漢). A pesar de su importancia, los historiadores se han visto limitados a la hora examinar la personalidad de Tóumàn y su mandato, debido a las escasas líneas dedicadas al personaje, en contraposición a su exitoso hijo, Mòdún. 
Su primera referencia historiográfica, corre de la mano de Sīmǎ Qiān (司馬遷), quien en el volumen dedicado a los xīongnú en el Shǐ Jì (史記), le define como el máximo líder y cabecilla xīongnú ya durante la época de la dinastía Qín (秦), siendo capaz de impulsar una campaña contra la frontera fortificada, recientemente ampliada y reestructurada por Yíng Zhèng (嬴政), más conocido como Qín Shǐ Huángdì (秦始皇), tras la reunificación de todo el orbe sínico bajo un único soberano (221 a. C.). La intentona de Tóumàn contra la frontera china no surtirá el efecto deseado, empujándole a una necesaria emigración hacia el norte, alejándose del núcleo de fuerzas Qín, que para esta época contaba aún con los servicios de excepcionales estrategas, como el famoso general Méng Tián (蒙恬). Este último había conseguido mediante una política activa y constante, replegar no solo a las huestes xīongnú de la región del Ordos, sino que también aseguro la construcción de la frontera, evitando cualquier ataque tanto de los xīongnú, como de cualquier otra rama nómada, lo que explica el fracaso sin paliativos de Tóumàn.
Más allá de este episodio bélico, la figura de Tóumàn sólo se circunscribe en las fuentes a una suerte de tratados y relaciones en ocasiones sumamente peligrosas, con otras ramas de la estepa, como la mantenida con los dōnghú (東胡), por medio de la cual parece que mantuvo un declarado vasallaje ritual, por medio del cual hacía entrega de ciertos tributos, como el famoso caballo de mil lǐ (千里馬), que su hijo Mòdún rechazaría tiempo después bajo su reinado. Al mismo tiempo, las fuentes nos indican también una relación de pactos con el segundo poder en importancia en las estepas hasta ese momento: los yuèzhī (月氏). En este último caso, la necesidad de cercanía o entendimiento con estos últimos, exigirá la usual cesión de rehenes, entregando de forma despectiva a Mòdún, al mismo tiempo que Tóumàn se lanzaba inesperadamente al ataque mientras el acuerdo seguía vigente. Desconocemos qué tipo de éxito cosechó este imprevisto ataque del Chányú contra los yuèzhī, aunque sí se detalla un punto de inflexión en su mandato: de este momento, Mòdún comenzará a escalar en la jerarquía xīongnú, de cara a poder consolidar sus aspiraciones y desbancarle del trono. Una voluntad política a corto plazo que Tóumàn no supo calibrar en su justa medida, aparentemente deslumbrado por el poderío de su hijo tras lograr robar un caballo y escapar de los yuèzhī, evitando así su previsible ejecución. Como recompensa, Tóumàn le premió con el mando supremo de hasta 10.000 jinetes. Un error que no tardaría en lamentar.
Una vez asegurada su posición tras su épica evasión en territorio enemigo, además de recibir una cuantiosa hueste armada bajo su mando, Mòdún comienza a vertebrar su pequeño ejército, así como también a poner a prueba a todos su adláteres. Tras una serie de órdenes a cada cual más severa y extrema, siendo ya consciente de la verdadera valía de sus hombres, les emplazó la orden más dura y difícil de todas: traicionar al Chányú y asesinarle en cuanto les diera la orden, en medio de una cacería. Como cabía esperar, la orden no fue obviada, cumpliéndose hasta las últimas consecuencias y ejecutando a Tóumàn, tras el primer ataque efectuado por el propio Mòdún. La muerte de Tóumàn, significó no solo el final de una era política en la estepa, sino que también simbolizó en la práctica el inicio de una nueva etapa de dicotomía entre las comunidades nómadas y sedentarias, ya que la ascensión de Mòdún propiciaría la consolidadión de la primera confederación nómada de gran entidad bajo las estepas, empujando a múltiples comunidades  nómadas hacia el oeste, como el caso de los yuèzhī y los wūsūn (烏孫), al mismo tiempo que la confederación se convertía en el principal enemigo y anemanza para la estabilidad de la dinastía Hàn.